# Fatty and Mabel Adrift
Fatty and Mabel Adrift è un cortometraggio muto statunitense del 1916 diretto e interpretato da Roscoe "Fatty" Arbuckle.

## Trama
Fatty è un contadino che lavora nella fattoria dei genitori di Mabel. I vicini vorrebbero che la ragazza sposasse il loro figlio ma né lei né la sua famiglia sono d'accordo. Quando un agente immobiliare si ferma alla fattoria a causa di una gomma a terra, mostra delle foto di bungalow sulla spiaggia e i genitori di Mabel decidono di regalarne uno a lei e Fatty come dono di nozze. Dopo il matrimonio, la coppia si trasferisce nella nuova casa, ma il figlio dei vicini, furioso per l’accaduto, giura vendetta. La vita coniugale è serena, nonostante alcuni piccoli, divertenti, inconvenienti, come le torte di Mabel così pesanti da rompere i piatti e Fatty che pesca un enorme pesce capace di metterlo al tappeto. Il loro cane li accompagna in ogni avventura, persino quando Fatty si scontra con il rivale, costringendolo a fuggire in mare. Ma il giovane respinto, desideroso di vendetta, assolda due malviventi per sabotare la casa. Approfittando della notte tempestosa, i delinquenti tagliano le funi di ancoraggio, facendo sì che la casa galleggi alla deriva nell’oceano con Fatty e Mabel addormentati all'interno. Al loro risveglio, i due scoprono che l’acqua sta entrando nella casa. Così, il cane nuota per chiedere aiuto ai genitori di Mabel che con il bizzarro agente immobiliare si lanciano in un frenetico tentativo di salvataggio proprio mentre il perfido corteggiatore respinto salta in aria, in seguito ad un'esplosione, insieme ai suoi complici. Alla fine, gli sposi vengono salvati dai genitori di lei.